# Derviš
Derviš (arap. درويش, darwīš; tur., derviş) izraz je koji označava muslimanskog mistika, tj. sljedbenika sufizma, mističkog učenja o islamu.  
Učeni naziv za derviša je sufi (arap. صوفي sūfī; u Sarajevu i Bosni često se izgovara kao sufija); u zapadnim akademskim krugovima riječ sufi često je upotrebljavana kao isključivi izraz. Derviš je osoba koja teži k visokim spoznajama o Bogu i u tim valovima nastoji ostati u najvišim stupnjevima molitve.

## Povijest
Derviški redovi (tarikati) su se u islamskom svijetu pojavili početkom trećeg stoljeća islamskog kalendara. Tarikat u prijevodu znači škole, koje su dobile nazive po njihovim osnivačima. Oni su podizali i upućivali svoje učenike k usavršavanju znanja i djelovanja. Ti učenici su se, zatim, pozivali na njih, a njihove škole, ili tarikati, nazvani su po ovim specifičnim imenima.
Tekija je građevina ili mjesto u kojem su nekada šejhovi boravili. U tekiji se i danas redovno okupljaju pripadnici tarikata, učenici (muridi), te simpatizeri tarikata (muhibbi) radi vršenja dužnosti koje su propisane tesavvufskim pravilima. Određeni broj murida posvetio se svojim zvanjima u tarikatu i tekiji radi afirmacije svoga puta, odričući se užitaka ovoga svijeta – i stalno se družeći sa šejhom.
Derviši u tekiji čine duhovno bratstvo. Potčinjavaju se strogoj disciplini kako prema šejhu, tako i prema ukupnom učenju svoga reda. Šejh je neprikosnoveni autoritet među dervišima. Starost učenika ne utječe na rang u tekiji, jer je na cijeni jedino pobožnost, učenost, te privrženost šejhu i redu.
Duhovni centar tarikata je sjedište šejha. Tekije se najčešće izdržavaju od svojih vakufa, te od priloga bogatih derviša i murida. Šejhovi nisu plaćeni niti su se ikada vodili kao poseban stalež. Moraju biti najučeniji u svojoj sredini. Derviš može biti pripadnik samo jednog tarikata (derviškog reda). Šejh može biti šejh u više tarikata, ali samo jedan može predvoditi.
Uglavnom su se šejhovi i derviši bavili raznim poslovima i zanatima, miješajući se s ljudima i u neposrednom kontaktu su ostvarivali na njih utjecaj. Na taj način njihova znanost širila nenametljivo ali efikasno. Ovakav metod djelovanja kod derviša ostao je do danas nepromijenjen. Zbog njihovog neposrednog odnosa prema ljudima i ostvarenog utjecaja često je dolazilo do nemilih scena između njih i pojedinih ljudi iz ulemanskog (svećeničkog) staleža.
Muharem Omerdić smatra da su derviši na prostor Bosne i Hercegovine došli prije osmanske vojske i donijeli islam u Bosnu i Hercegovinu. Nakon dolaska Osmanlija, u procesu oblikovanja muslimanskih urbanih sredina i intenzivnog širenja orijentalno-islamske kulture velika uloga pripada dervišima i njihovim redovima. Iz 1462. godine datira prva registrirana ustanova tarikata u Bosni i Hercegovini, Mevlevijska tekija na Bentbaši, u Sarajevu. Od sedam sarajevskih tekija iz osmanskog perioda, ostala je samo Hadži Sinanova tekija koja i danas pripada kadirijskom derviškom redu.
Zajednica oko koje se okupljaju derviši i njihovi redovi u Bosni i Hercegovini je Tarikatski centar u Bosni i Hercegovini.

## Derviški redovi
U sufizmu se smatra da postoji dvanaest priznatih (temeljnih) tarikata iz kojih su nastali kolovi (ogranci). Na nekim mjestima se spominje i četrnaest priznatih tarikata, ali opće shvatanje u sufizmu je da postoji dvanaest osnovnih derviških redova. 

### Dvanaest temeljnih derviških redova
| Tarikat                                       | Osnivač                                 |
| --------------------------------------------- | --------------------------------------- |
| Kadirijski derviški red – kadirije (kaderije) | Abdulkadir Gejlani                      |
| Nakšibendijski derviški red – nakšibendije    | Muhammed Beha’uddin Nakšibend El-Buhari |
| Bektašijski derviški red – bektašije          | Hadži Bektaš Veli                       |
| Mevlevijski derviški red – mevlevije          | Dželaluddin Rumi                        |
| Jesevijski derviški red – jesevije            | Ahmed ibn Ibrahim ibn Ali Jesavi        |
| Rifaijski derviški red – rifaije (rufâije)    | Sejjid Ahmed Er-Rifai                   |
| Čištijski derviški red – čištije              | Mu‘īnuddīn Čištī                        |
| Bedevijski derviški red – bedevije            | Ahmed el-Bedevi                         |
| Kubravijski derviški red – kubravije          | Nedžmuddīn Kubrā                        |
| Šazilijski derviški red – šazilije            | Ebū Ĥasan eš-Šāzilī                     |
| Desukijski derviški red – desukije            | Ibrāhīm ibn Ebil-Medžd ed-Desūkī        |
| Halvetijski derviški red – halvetije          | Muhammed el-Halvetī                     |

## Vanjske poveznice
- Ko su danas derviši

### Ostali projekti
|  | Zajednički poslužitelj ima još gradiva o temi Derviši |